# 凌辱の雨
「凌辱の雨」（りょうじょくのあめ）は、日本のバンドDIR EN GREYのメジャー19枚目のシングル。

## 概要
- 初回特典：紙ジャケット仕様、ステッカー封入。
- 「CLEVER SLEAZOID」から約10ヶ月ぶりとなるシングル。この曲が発売される前にアメリカやヨーロッパで「新曲」としてプレイされた曲が存在していたが、それはこの曲ではなく、アルバム『THE MARROW OF A BONE』に収録されている。
- この曲のレコーディングのタイミングで、新しくエンジニアが交代した。その中で作り上げていったサウンドは彼らにとっても刺激的だったようで、後のポイントにもなったと語っている。
- PVの舞台は「変態の集うアパートメント」であり、国籍不明のタトゥーを入れた者、ひたすら口論する男女、絡み合う女性、ピアスまみれの者、ドーベルマンなど奇妙な人々が集った場所の片隅で楽器を奏でるメンバーというような作風になっている。また京が鼻血を出すシーンがあるが、血糊である。モノクロの映像の中で、カメラの特性から京の黒い帽子やジャケットが白く見えている。撮影は真夜中に行われた[2]。
- アルバム『THE MARROW OF A BONE』収録のものは再録バージョンとなっており、ドラムのフレーズの変更や、ハーモニーやファルセットを廃したりするなど、アルバム発売時点までのライブでの変更点を反映したものとなっている。
- このシングル以降、クレジットのバンド名の表記が『Dir en grey』から『DIR EN GREY』と大文字表記で統一される。ただし、次作の「Agitated Screams of Maggots」は『Dir en grey』表記になっている。

## 収録曲
1. 凌辱の雨
（作詞:京　作曲・編曲:DIR EN GREY）
打ち込みを取り入れながらもバンドサウンドと組み合わせたアレンジになっている。本人達はその曲調から、「ありそうでなかった感じのタイプ」「色んな面を持った多面体の集合のような感じ」と評している[3]。
2. THE FINAL [LIVE]
（作詞:京　作曲・編曲:DIR EN GREY）
3. 悲劇は目蓋を下ろした優しき鬱 [LIVE]
（作詞:京　作曲・編曲:DIR EN GREY）
4. Mr.NEWSMAN [LIVE]
（作詞:京　作曲・編曲:DIR EN GREY）
＊Live take at Columbiahalle May 27, 2006
二度目となるドイツ・ベルリンでの単独公演のライブ音源である[4]。